# 西川コミュニケーションズ
西川コミュニケーションズ株式会社（にしかわコミュニケーションズ、英: Nishikawa Communications Co. Ltd.）は、愛知県名古屋市東区に本社を置く企業。

## 概要
1906年（明治39年）10月創業の印刷会社。印刷事業のほか、ビジネスプランニングやデザイン、DTPおよびウェブサイトの制作、分析・データマイニングなどを行っている。
2016年（平成28年）より、装飾用マスキングテープブランド「bande（バンデ）」を展開し、複数の図柄を1枚ずつめくって使うマスキングロールステッカーや、図柄のみを転写するマスキングテープなどを販売している。

## 沿革
- 1906年（明治39年） - 西川印刷所として創業[2]。
- 1949年（昭和24年） - 株式会社に組織変更[2]。西川印刷株式会社に商号を変更[2]。
- 2000年（平成12年） - グラフィックアーツセンターにおいてISO 9002認証を取得[2]。
- 2001年（平成13年） - グラフィックアーツセンターにおいてISO 14001認証を取得[2]。
- 2007年（平成19年） - グループ会社の株式会社きずな、株式会社マゼラン西川、株式会社アプライド・グラフィックスの3社を吸収合併[2]。西川コミュニケーションズ株式会社に商号を変更[2]。
- 2010年（平成22年）3月1日 - グラフィックアーツセンターにおいてJapan Color認証を取得[2]。
- 2016年（平成28年） - ラベル事業部にてマスキングテープブランド「bande」の製造販売を開始[2][3]。

## 事業所
- 本社（愛知県名古屋市東区）
- 東京本社（東京都千代田区）
- 大阪支社（大阪府大阪市北区）
- 浜松支社（静岡県浜松市中央区）
- グラフィックアーツセンター（愛知県愛知郡東郷町）

## 関連会社
- 株式会社ディ・スタイル西川
- 西川コミュニケーションズインディア
- 西川コミュニケーションズシンガポール
- セントラル・スペーシャル・テクノロジー株式会社